# Albert Spaggiari
Albert Spaggiari (* 14. Dezember 1932 in Laragne-Montéglin; † 8. Juni 1989 in Belluno) war ein französischer Einbrecher, der vor allem als Kopf des Einbruchs bei der Bank Société Générale in Nizza 1976 bekannt wurde.
Zusammen mit einigen professionellen Gangstern wurde ein acht Meter langer Tunnel in die Kellergewölbe der Bank gegraben. Am 16. Juli 1976, während eines verlängerten Wochenendes zum französischen Nationalfeiertag, brachen sie dann in den Tresorraum selbst ein, öffneten 400 Tresorfächer, und erbeuteten geschätzte 60 Millionen Franc in Geld, Papieren und Wertsachen.
Nach einiger Zeit fand die Polizei die Spur der Bande und griff sie im Oktober desselben Jahres auf. Während der Anhörungen plante Spaggiari eine filmreife Flucht – er verfasste ein Dokument, das als Beweis aufgenommen wurde, benutzte dabei aber einen Code. Während eines Gespräches zu diesem Dokument mit dem zuständigen Richter Richard Bouaziz lenkte er diesen ab, lief zum Balkonfenster, sprang aus dem zweiten Stock auf ein parkendes Auto, rollte unverletzt ab und stieg auf ein wartendes Motorrad.
Es wird spekuliert, ob er bei der Flucht Hilfe von der Organisation de l’armée secrète hatte, der er als Kämpfer im Algerienkrieg angehörte. Amerikanische Geheimdienstberichte berichten von späterer Tätigkeit in Chile.
Spaggiari wurde in Abwesenheit zu lebenslanger Haft verurteilt, er wurde jedoch bis zu seinem Lebensende nicht gefasst. Sein lebloser Körper wurde am 10. Juni 1989 vor dem Haus seiner Mutter aufgefunden. Späteren Berichten nach starb er am 8. Juni im Piemont an Kehlkopfkrebs im Beisein seiner Mutter, die ihn selbst nach Frankreich hinüberfuhr, um ihn in der Nähe ihres Wohnortes begraben zu können.